# Álvaro da Silva Sampaio
Álvaro da Silva Sampaio (Angra do Heroísmo, 24 de janeiro de 1891 — Aveiro, 27 de abril de 1980) foi um professor liceal e político que, entre outras funções, foi presidente da Câmara Municipal de Aveiro e procurador à Câmara Corporativa do Estado Novo. Era filho do médico açoriano Alfredo da Silva Sampaio.

## Biografia
Nasceu em Angra do Heroísmo, na ilha Terceira, filho natural do médico Alfredo da Silva Sampaio e de Isabel Mariana Constantina, uma jovem solteira.
Licenciou-se em Ciências Histórico-Naturais pela Universidade de Coimbra e obteve o diploma de habilitação à docência  da Escola Normal Superior de Lisboa.
Foi colocado como professor efetivo do Liceu Nacional José Estêvão, de Aveiro, em 1920, aí permanecendo como docente até 1957. Professor distinto, foi autor de obras de carácter didático e secretário-geral do I Congresso Pedagógico do Ensino Secundário. Foi bolseiro da Junta de Educação Nacional.
Foi fundador e primeiro codiretor, com José Pereira Tavares, da revista Labor e presidente do conselho-geral do Conservatório de Música de Aveiro.
Foi presidente da Câmara Municipal de Aveiro durante 13 anos, de 1944 a 1957. Como reconhecimento dos seus contributos para a cidade, a 27 de maio de 1957 foi deliberado, em reunião ordinária de câmara, conceder-lhe a medalha de ouro da cidade de Aveiro, além da atribuição do seu nome ao antigo Bairro do Liceu. A inauguração do bairro foi realizada numa cerimónia de homenagem pública, decorrida a 12 de outubro de 1958, colocando-se, então, à entrada do bairro e sobre um pedestal simples, a placa designativa com o seu nome. Na mesma ocasião procedeu-se à entrega da medalha de ouro da cidade. Estiveram presentes o homenageado, o governador civil, Francisco Vale Guimarães, e o então presidente da Câmara Municipal, Alberto Souto. Passados cinco anos sobre a sua morte, a 12 de maio de 1985, aquando as comemorações do feriado municipal, foi inaugurado o seu busto, sendo a placa identificativa do bairro transformada em pedestal.
Foi procurador à Câmara Corporativa de 1949 a 1953 (V Legislatura) em representação dos municípios rurais das províncias da Beira Alta, Beira Baixa, Beira Litoral e Estremadura. Fez parte da 19.ª secção − Autarquias locais, tendo subscrito relatórios sobre conservação dos edifícios escolares (relator) e sobre o Estatuto do Turismo.
Em Aveiro existe um bairro, inaugurado a 12 de outubro de 1958, designado por «Bairro Dr. Álvaro Sampaio», em sua homenagem. A 12 de maio de 1985 foi inaugurado um busto, da autoria do escultor Conde Ferreira. O seu nome é recordado na toponímia da cidade de Aveiro.